# Рутсіро
Рутсіро — район (akarere) Західної провінції Руанди. Центр — місто Гіганго.

## Поділ
Район Рутсіро поділяється на сектори (imirenge): Бонеза, Гіганго, Кігеуо, Ківуму, Манігіра, Мукура, Мурунда, Мусаса, Мушон'ї, Мушубаті, Нябірасі, Руганго та Русебея.